# Personaggi di The Rocky Horror Show

Scena di The Rocky Horror Picture Show. Da sinistra il Dr. Everett Scott, Brad Majors, Frank-N-Furter e Riff Raff

Quella che segue è una lista dei personaggi del musical The Rocky Horror Show del 1973 di Richard O'Brien e del relativo film The Rocky Horror Picture Show, diretto nel 1975 da Jim Sharman. Qualcuno di loro compare anche nel sequel di quest'ultimo Shock Treatment del 1981, sempre diretto da Jim Sharman. I personaggi ricompaiono in The Rocky Horror Picture Show: Let's Do the Time Warp Again, film per la televisione del 2016 diretto da Kenny Ortega.

## Janet Weiss

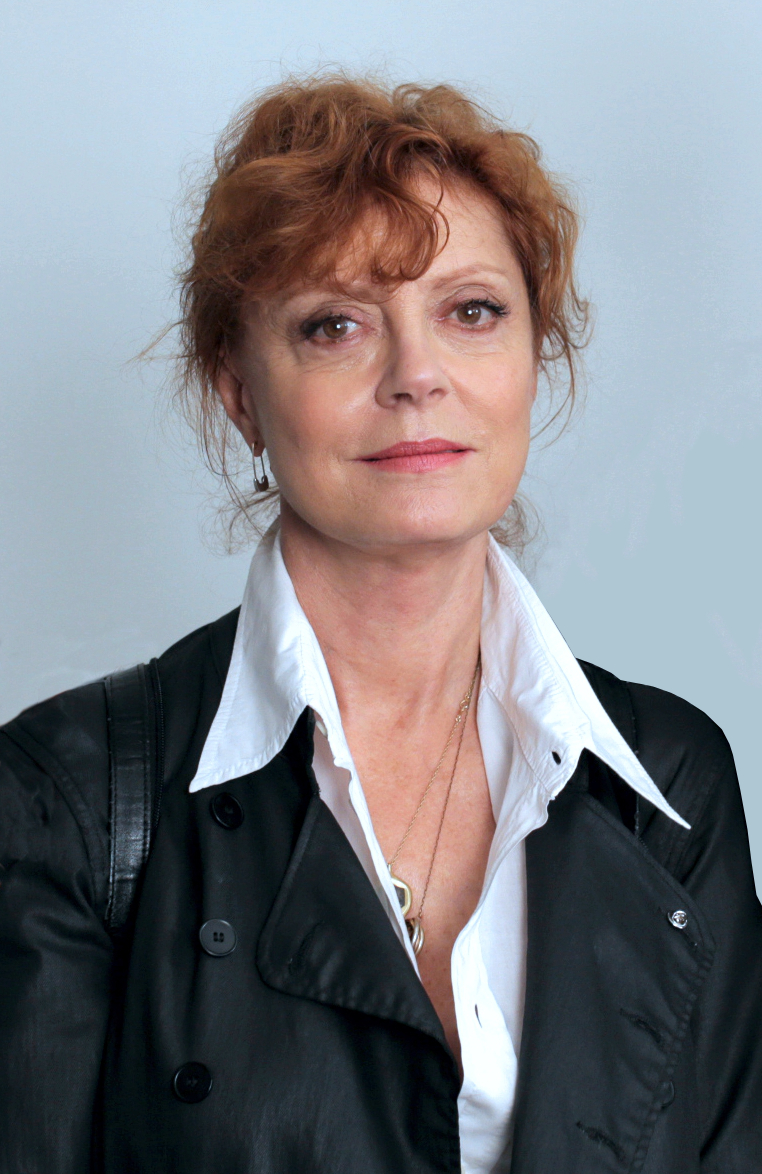
Susan Sarandon, interprete di Janet Weiss nel film del 1975

Janet Weiss (poi Janet Majors) è la fidanzata e co-protagonista del musical The Rocky Horror Show assieme a Brad Majors. Dopo aver assistito al matrimonio degli Hapschatt, Janet Weiss, accetta la proposta del suo ragazzo Brad Majors di fidanzarsi ufficialmente. Brad propone a Janet di andare dal Dr. Scott, il professore che aveva tenuto il corso universitario di scienze in cui i due ragazzi si erano conosciuti. Durante il viaggio, hanno un guasto all'automobile in un bosco nel pieno di un temporale. Così, i due cercano rifugio in un castello lì vicino. Ad accoglierli vi è l'inquietante maggiordomo Riff Raff e l'ambigua domestica Magenta. Poco dopo Janet e Brad si troveranno davanti ai Transilvani assistendo al ballo del Time Warp. Subito dopo arriva Frank-N-Furter che ignora le richieste dei due che chiedevano semplicemente di fare una telefonata li invita a salire in laboratorio. Brad e Janet assistono alla nascita di Rocky e all'uccisione di Eddie. Più tardi, Brad e Janet vengono portati nelle loro stanze e durante la notte, Frank -N- Furter si finge Brad ma quest'ultimo viene scoperto da Janet, ma riesce comunque a sedurla. La stessa cosa farà subito dopo con Brad. Successivamente Janet scopre che Brad l'ha tradita e in un momento di disperazione trova Rocky spaventato, lasciandosi sedurre dalla creatura. Nel corso del film al castello arriva un ospite inaspettato: il Dr. Scott (l'ex professore di Brad e Janet che stava studiando le ricerche di Frank). Frank si autoconvince che i due giovani ospiti collaborino all'operazione di spionaggio del Dr. Scott e siano giunti al castello con quell'unico scopo. In un diverbio che lo segue vengono scoperti Rocky e Janet entrambi seminudi.
In successione, Frank festeggia il compleanno di Rocky e si viene a sapere che Eddie era il nipote del Dr. Scott. Quest'ultimo rivela a Brad e Janet che Frank-N-Furter insieme a i suoi domestici era un alieno, da lì si genera un caos, dove Frank pone fin immobilizando Janet e gli altri con un raggio immobilizante, tranne Riff Raff e Magenta.
Alla fine del film, questi ultimi due si ribellano al padrone uccidendolo insieme a Rocky e Columbia che erano intervenuti per salvarlo mentre Brad, Janet e il Dr. Scott vengono fatti scappare. In The Rocky Horror Picture Show Janet canta i brani Damnit Janet, Over at the Frankenstein Place, Toucha, Toucha, Touch me, Planet Hot Dog,  Rose tint my world e Super Heroes
Janet ricompare in Shock Treatment, dove viene sedotta da un crudele magnate che prende il nome di Farley Flavors. In tale pellicola, il personaggio canta Bitchin' in the Kitchen, In My Own Way, Lullaby,  Little Black Dress, Me Of Me, Carte Blanche, Looking For Trade e Anyhow, Anyhow.
Janet è stata impersonata nel musical da Julie Covington, nel film del 1975 da Susan Sarandon, nel sequel del 1981 da Jessica Harper e nel remake televisivo del 2016 da Victoria Justice.

## Brad Majors
Brad Majors è un impacciato ragazzo e co-protagonista del musical The Rocky Horror Show assieme a Janet Weiss. Dopo essersi fidanzato con lei, Brad decide di andare dal Dr. Scott, il professore che aveva tenuto il corso universitario in cui i due ragazzi si erano conosciuti. Durante il viaggio, hanno un guasto all'automobile in un bosco nel pieno di un temporale. Così, i due cercano rifugio in un castello lì vicino. Ad accoglierli vi è l'inquietante maggiordomo Riff Raff e l'ambigua domestica Magenta. Poco dopo Janet e Brad si troveranno davanti ai Transilvani assistendo al ballo del Time Warp. Subito dopo arriva Frank-N-Furter che snobbando le richieste di Brad che chiedeva semplicemente di fare una telefonata li invita a salire in laboratorio. Brad e Janet assistono alla nascita di Rocky e all'uccisione di Eddie. Più tardi, Brad e Janet vengono portati nelle loro stanze e durante la notte, Frank-N-Furter si finge Janet, ma quest'ultimo viene scoperto da Brad, ma riesce comunque a sedurlo. La stessa cosa aveva fatto precedentemente con Janet. Successivamente al castello arriva un ospite inaspettato: il Dr. Scott (l'ex professore di Brad e Janet che stava studiando le ricerche di Frank). Frank si autoconvince che i due giovani ospiti collaborino all'operazione di spionaggio del Dr. Scott e siano giunti al castello con quell'unico scopo. In un diverbio che lo segue vengono scoperti Rocky e Janet entrambi seminudi. In successione, Frank festeggia il compleanno di Rocky e si viene a sapere che Eddie era il nipote del Dr. Scott. Quest'ultimo rivela a Brad e Janet che Frank -N- Furter insieme a i suoi domestici era un alieno, da lì si genera un caos, dove Frank pone fin immobilizando Brad e gli altri con un raggio immobilizzante, tranne Riff Raff e Magenta. Alla fine del film questi ultimi due si ribellano al padrone uccidendolo insieme a Rocky e Columbia che erano intervenuti per salvarlo, mentre Brad, Janet e il Dr. Scott vengono fatti scappare. I brani da lui cantati sono Dammit, Janet!, Over at the Frankenstein Place, Once in a While, Rose Tint My World e Superheroes.
Brad compare nuovamente in Shock Treatment, ove viene rinchiuso in un falso manicomio da un magnate di nome Farley Flavors, che scopre essere suo gemello. In questa pellicola, Brad canta i brani Bitchin' in the Kitchen, Duel Duet e Anyhow, Anyhow.
Brad è stato interpretato da Christopher Malcolm nel musical del 1973, Barry Bostwick nel film del 1975, Cliff DeYoung in Shock Treatment e Ryan McCartan in The Rocky Horror Picture Show: Let's Do the Time Warp Again (2016).

## Frank-N-Furter
Frank-N-Furter è un ambiguo ed edonista scienziato proveniente dal pianeta Transexual della galassia Transylvania nonché uno dei personaggi principali di The Rocky Horror Show. Vive in una grande dimora assieme a molti servitori e il suo scopo è creare Rocky, che egli considera "l'amante perfetto". Nel corso della storia costringe Brad e Janet a restare da lui contro la loro volontà.

## Riff Raff

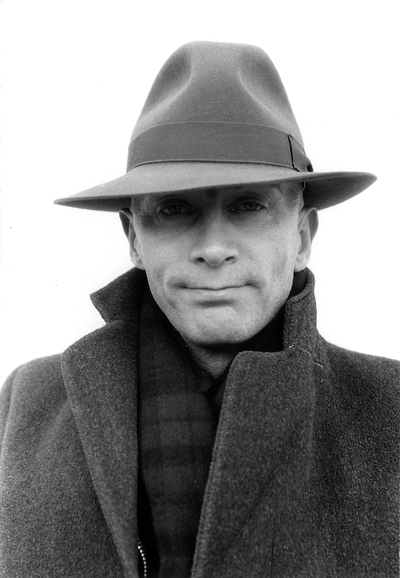
Oltre a essere l'autore di The Rocky Horror Show, Richard O'Brien ha interpretato il ruolo di Riff Raff.

Riff Raff è l'inquietante, gobbo, tenebroso servitore di Frank-N-Furter insieme alla sorella Magenta, cameriera altrettanto inquietante. Frank-N-Furter lo considera il suo "fedele factotum" (citandolo anche nella canzone "Sweet Transvestite" come "faithful handyman"). È lui che accoglie per primo Brad e Janet, invitandoli ad entrare nel castello, subito dopo si cimenta nella canzone e nel ballo del Time warp insieme a Magenta e ai Transilvani. Riff Raff non appare molto loquace ma piuttosto ambiguo e dispettoso: alla nascita di Rocky lo attacca al generatore supersonico dal quale gli era stata infusa la vita, poco dopo mentre Rocky era stato lasciato solo nel talamo lo terrorizza con un candelabro, facendolo scappare. Tutto questo è alimentato da un odio e da un'invidia nei confronti di Frank, da cui è letteralmente schiavizzato. Alla fine del film, Riff Raff e Magenta si ribellano al padrone uccidendolo insieme a Rocky e Columbia. Così, Riff Raff da fedele servitore diventa il vero traditore della vera vittima, vale a dire Frank. Oltre a tradire il padrone, egli plagia anche la sorella per i suoi scopi, quando si capisce che, forse per amore o forse solo per devozione, lei avrebbe voluto un finale diverso per Frank. I brani cantati da Riff Raff sono Dammit, Janet!, Over at the Frankenstein Place e The Time Warp.
Riff Raff è stato interpretato dallo stesso Richard O'Brien nel musical e nel film da esso tratto del 1975, e da Reeve Carney in The Rocky Horror Picture Show: Let's Do the Time Warp Again.

## Magenta
Magenta è un'ambigua domestica che presta servizio alle dipendenze di Frank-N-Furter insieme al fratello Riff Raff. È la seconda ad accogliere Brad e Janet al castello, subito dopo si cimenta nel ballo del Time Warp insieme al fratello Riff Raff e i Transilvani. Nel film, sembra essere qualcosa di più di una nemica amica della groupie Columbia. Non ha un ruolo ben definito, si limita a prendere in giro Janet insieme a Columbia e a scambiare sguardi complici con il fratello Riff Raff. Il suo vero essere emerge alla fine, quando i due fratelli si ribellano al padrone uccidendolo insieme a Rocky e Columbia. Magenta è stata interpretata da Patricia Quinn nel musical del 1973 e nel film del 1975, mentre in The Rocky Horror Picture Show: Let's Do the Time Warp Again è impersonata da Christina Milian.

## Columbia
Columbia è una groupie di Frank -N- Furter che alla fine si rivela essere innamorata di lui. Sembra avere una certa amicizia inimicizia con la domestica Magenta. È amante di Eddie (ex amante di Frank -N- Furter) che poi viene ucciso da quest'ultimo. Fa la sua entrata in scena durante il ballo del Time Warp, esibendosi in un tip tap malriuscito. Nel film non ha un ruolo ben definito, si limita semplicemente a rimanere inorridita alla creazione di Rocky e a prendere in giro Janet insieme a Magenta, e alla fine anche lei si ribella al padrone, ma non per odio, bensì per amore. Nonostante questo, viene comunque immobilizzata da Frank con un raggio immobilizzante. Mentre alla fine del film, Riff Raff e Magenta si ribellano a Frank, lei insieme a Rocky interviene per salvare il padrone, ma viene uccisa insieme agli altri due. I brani da lei cantati sono  time warp, Touch-a, Touch-a, Touch-a Touch Me come corista, Eddie, Rose Tint My World e  Don't Dream It, Be It. Columbia è interpretata da Nell Campbell nel musical del 1973 e nel film del 1975, mentre è impersonata da Annaleigh Ashford in The Rocky Horror Picture Show: Let's Do the Time Warp Again.

## Rocky
Rocky Horror è una creatura costruita in laboratorio da Frank-N-Furter, è l'incarnazione dell'amante perfetto: biondo, muscoloso, depilato e un po' tonto. Trasfigurazione del Mostro di Frankenstein, come lui non parla, ha paura del fuoco, ha difficoltà ad interagire con gli altri ed esprime comportamenti basilari, infantili. Nonostante ciò è perfettamente in grado di cantare. La prima apparizione di Rocky si ha nel laboratorio di Frank-N-Furter, dove emerge da una vasca trasparente, completamente bendato in una doppia citazione (oltre al mostro di Frankenstein, ricorda anche La Mummia, e come questo si muove), poco dopo che gli è stata infusa la vita dal suo creatore, e qui intona la sua prima canzone. Frank-N-Furter lo ha creato per soddisfare il suo bisogno di un amante, perciò gli ha donato un bell'aspetto, senza troppo badare al suo intelletto: gli ha infatti impiantato solamente mezzo cervello, asportato da Eddie, il motociclista precedentemente amato dalla "groupie" di Frank-N-Furter, Columbia Immediatamente dopo la creazione, Frank-N-Furter e Rocky si rinchiudono in un talamo nuziale completamente nero. Successivamente Rocky viene qui lasciato solo e terrorizzato con un candelabro (come detto ha paura del fuoco) da Riff Raff, fuggendo per poi ritornare nel laboratorio e nascondersi nella vasca da cui ha avuto origine, dove viene ritrovato da Janet che gli offre le proprie cure e il proprio corpo cantando il proprio inno di liberazione sessuale Touch-a, touch-a, touch me. Rocky termina la propria breve esistenza nel gran finale, dove viene ucciso trascinando il corpo del proprio creatore, Frank-N-Furter, arrampicandosi sull'antenna della RKO, in una più che evidente citazione del finale del film King Kong del 1933 (prodotto appunto dalla RKO), poco prima citato anche da Frank-N-Furter nella canzone Don't dream it, be it nella figura di Fay Wray, che interpreta la sensuale eroina protagonista della pellicola. I brani cantati da Rocky sono The sword of Damocles e Rose tint my world. È stato interpretato da Rayner Bourton nel musical del 1973, nel film del 1975 da Peter Hinwood nel film, ove viene però doppiato da Trevor White, e da Staz Nair in The Rocky Horror Picture Show: Let's Do the Time Warp Again.

## Eddie

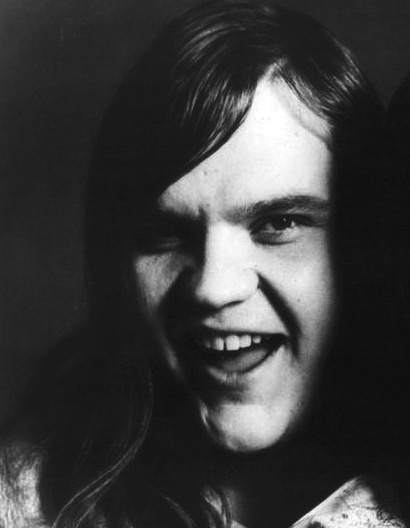
Meat Loaf nel 1971

Eddie è un "malato" di rock 'n' roll. Fa una breve apparizione nel film cantando Hot Patootie e scatenando l'entusiasmo di Columbia (sua amante) e dei transilvani, e l'ira di Frank-N-Furter, che poi lo uccide. Nel film si scopre poi che Eddie è il nipote del Dr. Scott e questo scatena ancora di più la rabbia di Frank, che durante la cena alza la tovaglia rivelando che il tavolo sul quale stavano cenando gli ignari ospiti era in realtà una bara nella quale giaceva il corpo di Eddie mancante di una gamba, offerta in pasto agli ospiti per la cena. Gli unici brani da lui cantati sono Hot Patootie e, come interprete secondario, Touch-a, Touch-a, Touch-a Touch Me.
Eddie è stato interpretato da Paddy O'Hagan nella prima edizione londinese del musical, dove lo stesso attore interpretava anche la parte del Dr. Everett Scott, e in seguito da Meat Loaf, nelle prime edizioni statunitensi del musical di Los Angeles, in cui Meat Loaf impersonava anche il Dr. Scott, e Broadway e nel film.

## Dr. Everett Scott
Il Dr. Everett Von Scott è uno scienziato esperto in UFO, avversario di Frank-N-Furter, che sta portando avanti ricerche similari. Rivela a Brad e Janet Weiss che Frank-N-Furter è un alieno, causando l'ira di quest'ultimo. Successivamente, nel film, si viene a scoprire che Eddie, l'ex fattorino ed ex amante di Frank e di Columbia ormai defunto, era suo nipote. Frank-N-Furter rivela inoltre che il suo vero nome parrebbe essere Dr. Everett von Scott, alludendo alle sue origini tedesche (evidenti anche dall'accento dello stesso) e al suo possibile passato di collaboratore con il regime del III Reich e di simpatizzante nazista. Egli è interprete di Eddie e ha un ruolo secondario nei brani Planet, Schmanet, Janet e Don't Dream It, Be It. Il Dr. Everett è stato interpretato da Paddy O'Hagan e Meat Loaf rispettivamente nell'edizione britannica e statunitense del musical nel 1973, da Jonathan Adams nel film del 1975, e Ben Vereen in The Rocky Horror Picture Show: Let's Do the Time Warp Again.

## The Criminologist
The Criminologist ("il criminologo") è il narratore esterno del musical e, nel corso della pellicola tratta da esso, compare poche volte in immagine. È stato interpretato da Jonathan Adams nel musical, da Charles Gray nel film del 1975 e da Tim Curry in The Rocky Horror Picture Show: Let's Do the Time Warp Again.

## Usherette
Usherette, soprannominata "Trixie", è la mascherina del cinema che introduce il musical cantando Science Fiction/Double Feature. Nel film il personaggio viene abolito e la sua sequenza sostituita dal filmato delle labbra voluttuose di Patricia Quinn che canta il brano (sebbene la voce in playback sia quella di Richard O'Brien). Usherette ricompare in The Rocky Horror Picture Show: Let's Do the Time Warp Again. È interpretata da Patricia Quinn nel musical e da Ivy Levan in The Rocky Horror Picture Show: Let's Do the Time Warp Again.